# Andorf
Andorf  ist eine Marktgemeinde in Oberösterreich im Bezirk Schärding im Innviertel mit 5218 Einwohnern (Stand 1. Jänner 2024). Die Gemeinde liegt im Gerichtsbezirk Schärding. Sowohl einwohnermäßig als auch flächenmäßig ist sie die zweitgrößte Gemeinde im Bezirk.

## Geografie
Andorf liegt auf 346 m Höhe im Innviertel etwa 55 km westlich von Linz. Die Ausdehnung beträgt von Nord nach Süd 7,7 km, von West nach Ost 7,6 km.  Die Gesamtfläche beträgt 37,6 km². 12,8 % der Fläche sind bewaldet, 75 % der Fläche sind landwirtschaftlich genutzt.

### Gemeindegliederung
Andorf teilt sich in sieben Katastralgemeinden:
- Andorf
- Burgerding
- Heitzing
- Kurzenkirchen
- Oberndorf
- Schulleredt
- Teuflau

Andorf ist in 56 Ortschaften gegliedert. Diese heißen (in Klammern Einwohnerzahl Stand 1. Jänner 2024):
- An der Fernstraße (3)
- Andorf (2855)
- Autzing (10)
- Bach (25)
- Basling (28)
- Breitenberg (35)
- Bruck (30)
- Burgerding (14)
- Eberleinsedt (8)
- Edt bei Heitzing (2)
- Edt beim Pfarrhof (33)
- Erlau (209)
- Gerolding (23)
- Getzing (45)
- Großpichl (12)
- Großschörgern (152) samt Oetz
- Haula (40)
- Hebertspram (4)
- Heitzing (120) samt Geßlhäuser
- Heitzingerau (87)
- Hier (14)
- Hof (47)
- Hörzberg (28)
- Hötzenedt (16)
- Hötzlarn (69)
- Humerleiten (14)
- Hutstock (9)
- Kleinpichl (10)
- Kleinschörgern (22)
- Kreilern (10)
- Kurzenkirchen (99) samt Kitzer
- Laab (45)
- Lauterbrunn (23)
- Lichtegg (24)
- Linden (15)
- Lohstampf (7)
- Matzing (28)
- Mayrhof (22)
- Niederhartwagen (33)
- Niederleiten (12)
- Oberndorf (55)
- Pimpfing (30)
- Pram (64)
- Pranzen (15)
- Rablern (44)
- Radlern (120)
- Schärdingerau (44)
- Schießedt (64)
- Schulleredt (67)
- Seifriedsedt (22)
- Sonnleiten (5)
- Teuflau (218)
- Untergriesbach (47)
- Winertsham (68)
- Winertshamerau (58)
- Winteraigen (15)

Die Ortschaft An der Fernstraße liegt direkt an der Innviertler Straße (B 137) und besteht im Wesentlichen aus einem Betriebsgebiet.
In der Ortschaft Großschörgern befindet sich das Schloss Schörgern. Das ehemalige Schloss Haitzing lag in dem jetzigen Ortsteil Heitzing der Gemeinde Andorf. Der Burgstall Andorf liegt im Burgstallholz von Andorf.

### Nachbargemeinden
| Taufkirchen an der Pram | Diersbach                                   | Sigharting        |
| Eggerding               | Kompassrose, die auf Nachbargemeinden zeigt | Enzenkirchen Raab |
| Mayrhof                 | Lambrechten (RI)                            | Zell an der Pram  |

## Geschichte
Andorf wurde 1122 als „Ammandorf“ erstmals urkundlich erwähnt. Ende des 16. Jahrhunderts wurde gemäß der 1569 von Herzog Albrecht V. erlassenen Schulordnung die erste Schule in Andorf gegründet.
Der seit der Gründung zum Herzogtum Bayern gehörige Ort kam 1779 nach dem Frieden von Teschen mit dem Innviertel (damals Innbaiern) zu Österreich. Als die Gegend im Spanischen Erbfolgekrieg durch die Habsburger besetzt wurde, gehörte Andorf zur nur 1711 bis 1714 bestehenden Grafschaft Ried des Fürsten Trautson. Während der Napoleonischen Kriege wieder kurz bayrisch, gehört es seit 1814 endgültig zu Österreich ob der Enns.
Am 12. Mai 1818 brach östlich des heutigen Kirchenplatzes ein Feuer aus. Das Feuer breitete sich, begünstigt durch Ostwind, rasch auf die meist hölzernen Nachbarhäuser aus. Der Feuersbrunst fielen schließlich 29 Häuser zum Opfer. Das Feuer ergriff auch die Kirchturmkuppel und brachte sie zum Einsturz. Beim anschließenden Wiederaufbau wurde der Ortsgrundriss um die Kirche verändert und fand im Wesentlichen zur heutigen Gebäudeanordnung.
Als am 1. September 1861 die Bahnstrecke Wels – Passau den regulären Betrieb aufnahm, passierten die Züge Andorf ohne Halt. Einige Wirtschaftstreibende hatten sich zuvor, aus Angst vor unliebsamer Konkurrenz, gegen die Errichtung einer Haltestelle ausgesprochen. Erst am 15. Juni 1863 wurde nachträglich eine Haltestelle eingerichtet und 1868 schließlich der Bahnhof Andorf erbaut.
Der Erste Weltkrieg forderte auch in Andorf einen hohen Blutzoll. 172 Männer kehrten nicht mehr lebend in die Heimat zurück.
Nach dem Anschluss Österreichs an das Deutsche Reich am 13. März 1938 gehörte der Ort zum Gau Oberdonau. Ab Ende 1944 erreichten hunderte Flüchtlinge und Vertriebene den Ort und mussten untergebracht werden. Ab Anfang 1945 kam es vermehrt zu Tieffliegerangriffen vorwiegend auf die Eisenbahn und am 27. April 1945 erfolgt schließlich ein Bombenangriff auf den Bahnhof Andorf. Am 5. Mai 1945 erreichten die ersten US-amerikanischen Truppen den Ort und beendeten die NS-Herrschaft in Andorf. Neben der allgemeinen Not, Schrecken und Grausamkeit, die diese Zeit über Andorf brachte, verloren 239 Andorfer ihr Leben auf den Schlachtfeldern Europas. Nach 1945 erfolgte die Wiederherstellung Oberösterreichs.
Der oberösterreichische Landtag und die Landesregierung beschlossen in den jeweiligen Sitzungen am 21. Februar 1951 bzw. 12. März 1951 die Erhebung der Gemeinde Andorf zum Markt. Zur Feier der Markterhebung wurde am 29. Juni 1951 das erste Andorfer Volksfest eröffnet.
Bis Ende 2002 gehörte die Gemeinde zum Gerichtsbezirk Raab, nach dessen Auflösung wurde sie dem Gerichtsbezirk Schärding zugewiesen.

### Einwohnerentwicklung
Die Bevölkerungszunahme von 1991 bis 2001 basiert auf einer positiven Geburtenbilanz (+39) und einer positiven Wanderungsbilanz (+337). Von 2001 bis 2011 wurde die Geburtenbilanz negativ, konnte aber durch die positive Wanderungsbilanz ausgeglichen werden.

## Kultur und Sehenswürdigkeiten

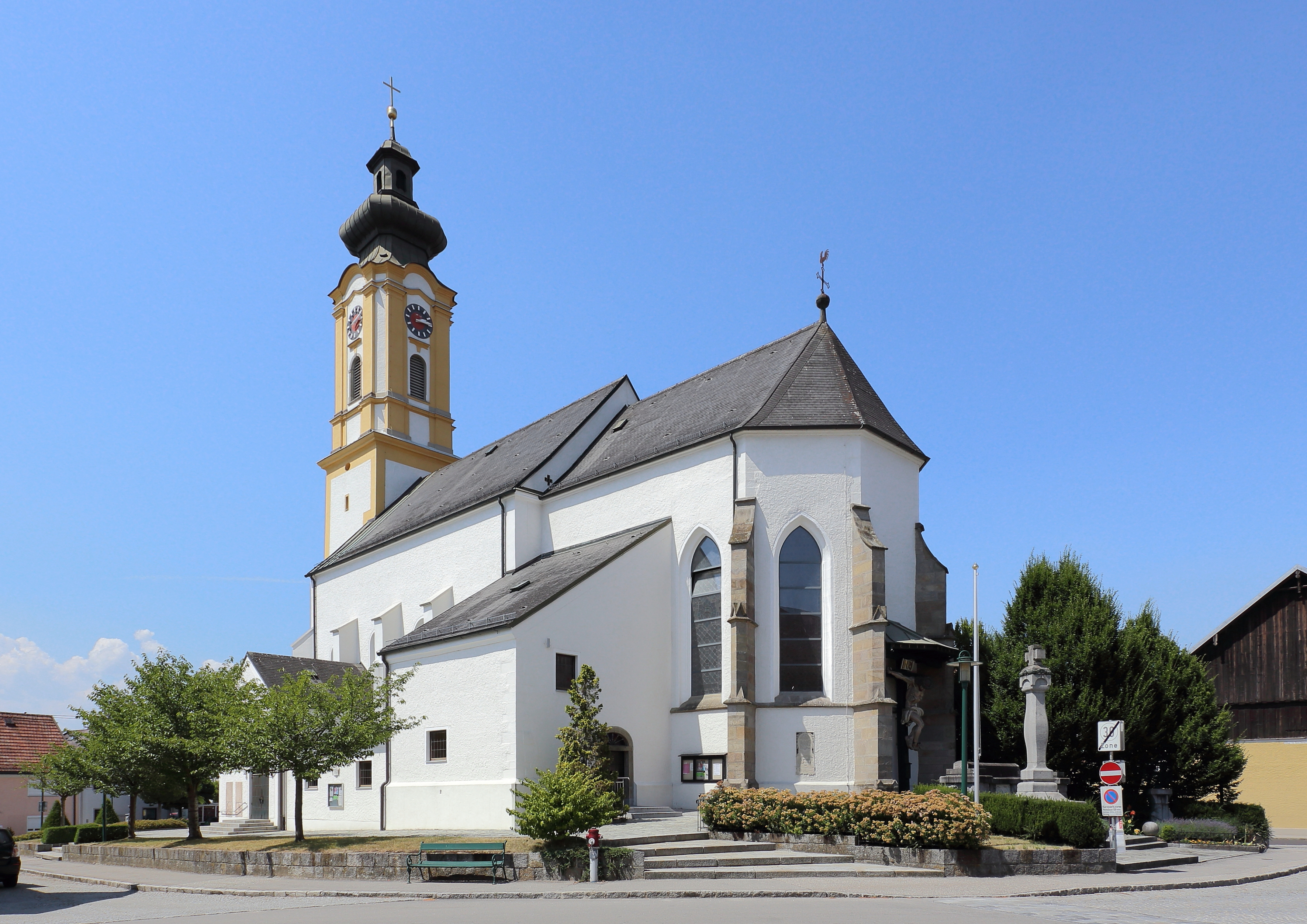
Pfarrkirche Andorf

- Pfarrkirche Andorf: Die Pfarrkirche Hl. Stephanus verfügt über einen 12 m hohen Altar aus der Werkstatt des berühmten Innviertler Bildhauers Thomas Schwanthaler.
- In der frühbarocken Filialkirche St. Sebastian am Ried (Riedkirche) befindet sich eine Schutzmantelmadonna aus dem Jahr 1670, die ebenfalls der Bildhauer Thomas Schwanthaler schuf.[11]
- Innviertler Freilichtmuseum Brunnbauerhof: Der Denkmalhof Brunnbauer vermittelt einen Eindruck vom bäuerlichen Leben um die Jahrhundertwende.
- Marktgemeindeamt Andorf (ehem. "Bösbauer Villa")

### Sport- und Freizeitmöglichkeiten
- Fußballverein (FC Andorf) mit Trainingsplätzen und Funcourt
- Turnverein (ATV Andorf)
- Tennisverein
- Badminton
- Alpenverein
- Asphaltstockhalle
- Beachvolleyballplatz
- Freibad Andorf mit einer Wasserfläche von 1200 m²

### Vereine
- Der österreichische Zweig der ora Kinderhilfe, „ora international Österreich“, hat seinen Sitz in Andorf.[12]
- Die Freiwilligen Feuerwehren Andorf, Linden, Pimpfing und Schulleredt
- Theatergruppe Andorf

## Wirtschaft und Infrastruktur
In Andorf gab es ab 1891 eine bedeutende Ziegelindustrie mit bis zu vier Betrieben, die sich die Lehmvorkommen zu Nutze machten. Nach dem großen Bedarf in den Wiederaufbaujahren schlitterte die Ziegelindustrie in den 1970er Jahren in eine große Krise, so auch in Andorf. Die Wienerberger AG bzw. deren Tochter die Leca Ges. m. b. H., Wien, übernahm 1972 die Reste der „Andorfer Tonwerke“ und errichtete ein Werk für Blähtonkugeln, auch unter dem Namen Leca Kugeln bekannt. Das Werk wurde in den 1980er Jahren stillgelegt und die Anlagen später abgetragen. Ein Teil der ehemaligen Betriebsfläche wird heute von der Fa. Josko genutzt.
Andorf liegt an der B 137 Innviertler Straße sowie der Passauer Bahn. Dadurch ist die Gemeinde sowohl an den Großraum Linz und Ostösterreich als auch an Deutschland gut angebunden. Weiters verfügt die Marktgemeinde Andorf über eine sehr gute Infrastruktur und bietet auch als Betriebsstandort viele Vorzüge. Der Wirtschaftsstandort Andorf mit seinen rd. 1.300 Arbeitsplätzen hat in den letzten Jahren eine sehr respektable Entwicklung genommen und zeichnet sich heute durch Wachstum und Dynamik aus. Betriebe investieren und expandieren, sie treffen hier auf ein hervorragend qualifiziertes Mitarbeiterpotential. 2014 wurde Andorf in das nationale EU-Regionalfördergebiet aufgenommen.

### Ansässige Unternehmen
Die größten Firmen in Andorf sind:
- Josko Fenster & Türen GmbH
- Betonwerk Pimiskern
- M4-Holzbau
- Krupa Dach

### Bildung
- Pfarrcaritas-Kindergarten
- Krabbelstube
- Volksschule
- Neue Mittelschule mit Ausbildungsschwerpunkt Musik
- Landwirtschaftliche Berufs- u. Fachschule
- Altenbetreuungsschule
- HTBLA Andorf
- Landesmusikschule

## Politik

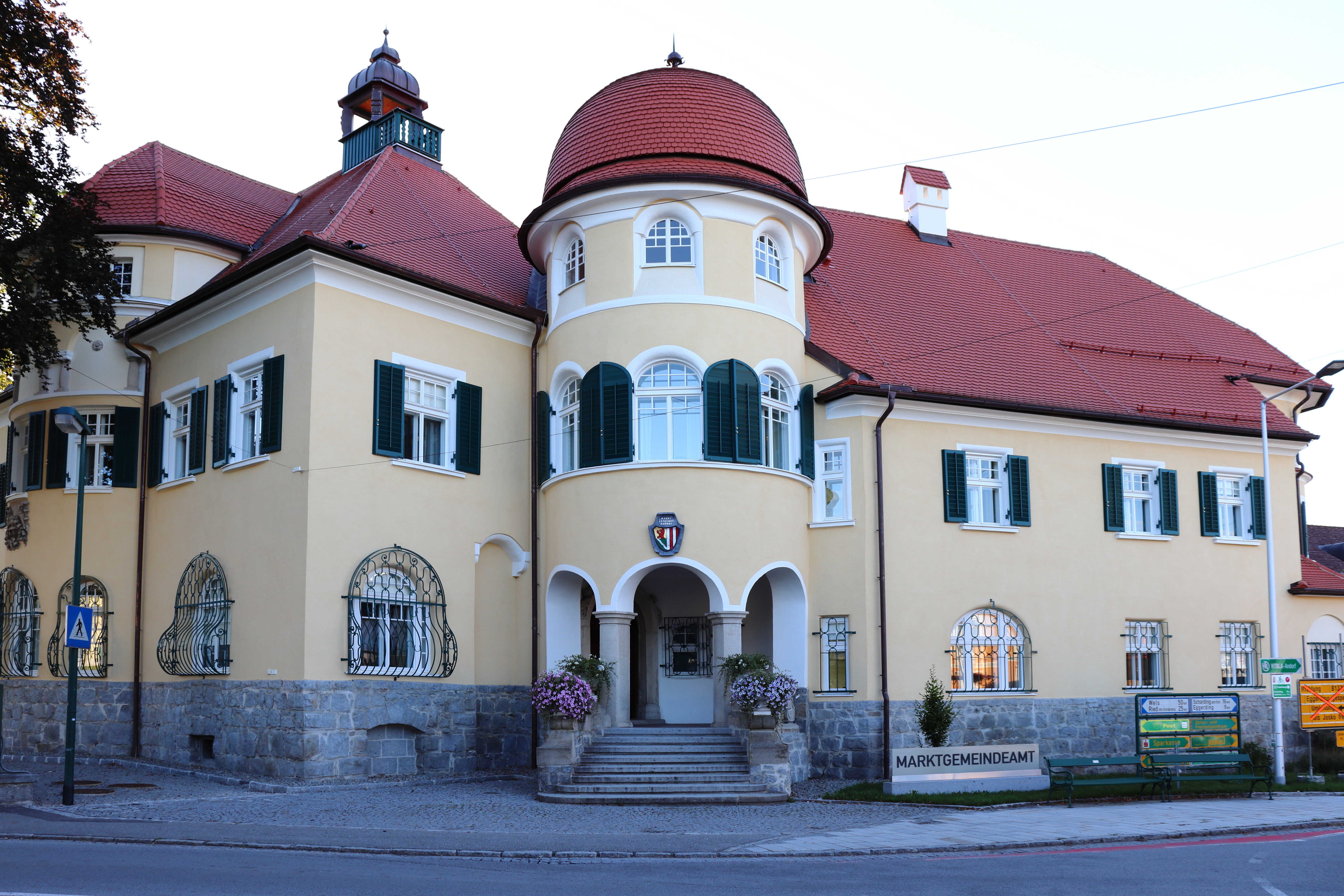
Gemeindeamt

Der Gemeinderat der Marktgemeinde hat insgesamt 31 Mitglieder. Mit den Gemeinderats- und Bürgermeisterwahlen in Oberösterreich 2021 hat der Gemeinderat folgende Verteilung: 15 ÖVP, 9 FPÖ, 4 SPÖ und 3 GRÜNE.

### Bürgermeister
- 1850–1856 Sebastian Huemer
- 1856–1861 Leopold Dantler
- 1861–1864 Paul Lang
- 1864–1867 Franz Xaver Lechner
- 1867–1870 Jakob Hainzl
- 1870–1873 Paul Lang
- 1873–1876 Josef Mayr
- 1876–1879 Karl Schustereder
- 1879–1882 Johann Stöger
- 1882–1885 Sebastian Auginger
- 1885–1888 Josef Hochegger
- 1888–1891 Sebastian Auinger
- 1891–1894 Josef Hochegger
- 1894–1897 Ferdinand Mitteregger
- 1897–1900 Johann Pointner
- 1900–1903 Franz Weichselberger
- 1903–1909 Josef Kumpfmüller
- 1909–1912 Sebastian Gruber
- 1912–1919 Josef Schlöglmann
- 1919–1921 Johann Voitleitner
- 1921–1924 Josef Schlöglmann
- 1924–1929 Johann Bauböck
- 1929–1938 Johann Voitleitner
- 1938–1943 Johann Hintermayr
- 1943–1945 Anton Bramer
- 1945–1945 Johann Voitleitner
- 1945–1949 Max Langgruber
- 1949–1967 Anton Schwarz
- 1967–1991 Hans Holz
- 1991–2003 Hannes Schrattenecker
- 2003–2021 Peter Pichler (SPÖ)
- seit 2021 Karl Buchinger (ÖVP)

### Wappen
Das Wappen wurde Andorf anlässlich der Markterhebung am 12. März 1951 verliehen.
Blasonierung: „Halbgeteilt und gespalten; rechts oben in Gold ein roter, silber gewaffneter, wachsender Wolf, unten in Grün ein silberner, schrägrechter Wellenbalken; links dreimal gespalten von Silber und Rot.“

## Persönlichkeiten
- Thomas Schwanthaler (1634–1707), Bildhauer, schuf die Schutzmantelmadonna
- Franz Xaver Gerl (1764–1827), Sänger und Komponist, Freund Mozarts, sang bei der Uraufführung von Mozarts Oper Die Zauberflöte die Rolle des Sarastro, geboren in Andorf
- Judas Thaddäus Gerl (1774–1847), Opernsänger, Bruder von Franz Xaver Gerl
- Ferdinand Josef Margelik (1816–1878), Mundartdichter und Priester, schrieb ein Buch Ausgewählte Gedichte in ober der Enns'scher Mundart
- Paul Hochegger (1849–1914), Baumeister, schuf Staatsgewerbeschule in Linz und den Kirchturm in Zell an der Pram
- Sebastian Gruber (1863–1941), Bauer und Politiker
- Ricard Schuster (1867–1905), Mundartdichter, dichtete Aus der Hoamat, Löbnskampf, Als a gehada u. v. a. m.
- Hans Feichtlbauer (1879–1957), Architekt
- Anton Maurer (1881–1961), Komponist, komponierte den Urlauber Marsch, Triumphmarsch, Jugenderinnerungen u. v. a. m.
- Leopold Gruber (1885–1970), Bauer, Volksbildner und Politiker
- Karl Schuster (1887–1970), Schmiedemeister, Politiker, Abgeordneter zum Oberösterreichischen Landtag, Mitglied des österreichischen Bundesrates
- Rudolf Kolb (1900–1988), Lehrer und Politiker, Landesrat in der Oberösterreichischen Landesregierung
- Ernestine Hanl (1906–1978), Lehrerin, Mundartdichter
- Franz Xaver Wirth (1907–1992), Bildhauer, schuf das Missionskreuz beim Kriegerdenkmal
- Walter Heinzl (1941–2018), geboren in Andorf, KsR, Superior der Militärdiözese, Pfarradministrator von Niederneukirchen und Kurat in Enns-St. Laurenz, Ehrenkanonikus des Kollegiatstiftes Mattighofen seit 2009, Kapitularkanonikus seit 2015, begraben in Riedau[16]
- Wolfgang Stöffelmayr (* 1950), Musikschuldirektor in Schärding und Konzertpianist (Musik im Salon)
- Gunter Waldek (* 1953), Pädagoge, Komponist und Dirigent
- Rock-Band Flut, die Mitglieder Johannes Paulusberger, Sebastian und Florian Voglmayr und Manuel Hauer sind aus Andorf[17]